# Namenlos
Namenlos is een Oostenrijkse dramafilm uit 1923 onder regie van Michael Curtiz. De film werd destijds in Nederland uitgebracht onder de titel Slachtoffers der menschheid.

## Verhaal
Jean Moeller en zijn zwager Paul Holston studeren beiden medicijnen. Paul krijgt tuberculose en alleen door een lang verblijf in het Zuiden kan hij er weer bovenop komen. Om zijn zwager te helpen berooft Jean een rijke, Joodse koopman. Hij wordt veroordeeld voor diefstal en uitgesloten van de universiteit. Tijdens zijn celstraf overlijdt Paul na eerst zijn diploma te hebben behaald. Na zijn vrijlating neemt Jean de identiteit van Paul aan en hij wordt een gerenommeerd arts. Doch zijn bedrog komt aan het licht en hij mag zijn beroep niet meer uitoefenen. Als er daarna een patiënt sterft op de operatietafel, hangt hem alweer een celstraf boven het hoofd.

## Rolverdeling
| Acteur          | Personage          |
| --------------- | ------------------ |
| Victor Varconi  | Jean Moeller       |
| Mary Kid        | Dorothy Holston    |
| Karl Farkas     |                    |
| Arthur Gottlein |                    |
| Hans Lackner    | Professor Peterson |
| Maria Raffe     | Mevrouw Holston    |